# 2009-es CONCACAF-aranykupa
A 2009-es CONCACAF-aranykupa a 10. kiírása a tornának, melyet az Észak- és Közép-amerikai, valamint a Karib-térség labdarúgó-válogatottjainak írnak ki. Az esemény házigazdája az Egyesült Államok, a tornát 2009. július 3. és július 26. között rendezték meg. Ez lesz a sorozat negyedik olyan kiírása, amelyet csak CONCACAF-tag labdarúgó-válogatottak részvételével rendeznek meg.

## Résztvevők
Észak-amerikai zóna tagjai automatikusan kvalifikáltak:
- Egyesült Államok (házigazda, 10. részvétel)
- Mexikó (10. részvétel)
- Kanada (9. részvétel)

Karibi zóna selejtezője a 2008-as karibi kupa:
- Aranyérmes:  Jamaica (7. részvétel)
- Ezüstérmes:  Grenada (1. részvétel)
- Bronzérmes:  Guadeloupe (2. részvétel)
- 3. helyezett az I csoportban1:  Haiti (4. részvétel)

Közép-amerikai zóna selejtezője a 2009-es UNCAF-nemzetek kupája:
- Aranyérmes:  Panama (4. részvétel)
- Ezüstérmes:  Costa Rica (9. részvétel)
- Bronzérmes:  Honduras (9. részvétel)
- 4. helyezett:  Salvador (6. részvétel)
- 5. helyezett:  Nicaragua (1. részvétel)

## Helyszínek
Az alábbi 13 stadion ad helyszínt a CONCACAF-aranykupának. A sorozat történetének ez a legtöbb helyszínnel rendelkező tornája. A stadionok kijelölésének bejelentésére március 9-én került sor.
| Carson                   | Seattle                  | Columbus                 | Oakland                         | Washington               |
| ------------------------ | ------------------------ | ------------------------ | ------------------------------- | ------------------------ |
| The Home Depot Center    | Qwest Field              | Columbus Crew Stadion    | Oakland-Alameda County Coliseum | RFK Stadium              |
| Befogadóképesség: 27 000 | Befogadóképesség: 67 000 | Befogadóképesség: 22 555 | Befogadóképesség: 47 416        | Befogadóképesség: 56 692 |
|                          |                          |                          |                                 |                          |
| Houston                  | Miami                    | Foxborough               | Glendale (Arizona)              |                          |
| Reliant Stadion          | FIU Stadion              | Gillette Stadion         | University of Phoenix Stadion   |                          |
| Befogadóképesség: 71 500 | Befogadóképesség: 20 000 | Befogadóképesség: 68 756 | Befogadóképesség: 63 400        |                          |
|                          |                          |                          |                                 |                          |
| Philadelphia             | Arlington                | Chicago                  | East Rutherford                 |                          |
| Lincoln Financial Field  | Cowboys Stadium          | Soldier Field            | Giants Stadion                  |                          |
|                          |                          |                          |                                 |                          |
| Befogadóképesség: 68 532 | Befogadóképesség: 80 000 | Befogadóképesség: 61 500 | Befogadóképesség: 78 741        |                          |

## Eredmények
Minden időpont helyi idő szerinti.

### Csoportkör
A csoportok sorsolását 2009. április 2-án tartották.
A döntőbe jutott tizenkét csapatot három, egyaránt négytagú csoportba sorsolták. A csoportok első két helyezettjei automatikusan a negyeddöntőbe jutottak, míg a három csoportharmadik közül erre csak a két jobb eredményt elért válogatottnak volt lehetősége.
Amennyiben a csoportokban két csapat azonos pontszámmal végzett, úgy sorrendben a következő kritériumok döntöttek a csoport végeredményének kiszámításában:
1. Az azonos pontszámmal végzett csapatok egymás elleni eredménye
2. Jobb összesített gólkülönbség
3. Több lőtt gól a csoportmérkőzések során
4. Sorsolás

Jelmagyarázat:
|  | A csoport első két helyezettje. |

|  | A negyeddöntőbe harmadik helyezettként bejutott csapat. |

|  | A tornáról kiesett csapat. |

#### A csoport
| Csapat     | M | Gy | D | V | Rg | Kg | Gk | P |
| ---------- | - | -- | - | - | -- | -- | -- | - |
| Kanada     | 3 | 2  | 1 | 0 | 4  | 2  | +2 | 7 |
| Costa Rica | 3 | 1  | 1 | 1 | 4  | 4  | 0  | 4 |
| Jamaica    | 3 | 1  | 0 | 2 | 1  | 2  | –1 | 3 |
| Salvador   | 3 | 1  | 0 | 2 | 2  | 3  | –1 | 3 |

| 2009. július 3. 17:00 (PDT) | Kanada    | 1 – 0                 | Jamaica | The Home Depot Center, Carson Nézőszám: 27 000 Játékvezető: Vaughn (USA) |
| 2009. július 3. 17:00 (PDT) | Gerba 75' | (0 – 0) (Jegyzőkönyv) |         | The Home Depot Center, Carson Nézőszám: 27 000 Játékvezető: Vaughn (USA) |

| 2009. július 3. 19:00 (PDT) | Costa Rica   | 1 – 2                 | Salvador       | The Home Depot Center, Carson Nézőszám: 27 000 Játékvezető: Archundia (mexikói) |
| 2009. július 3. 19:00 (PDT) | Granados 65' | (0 – 1) (Jegyzőkönyv) | Romero 20' 87' | The Home Depot Center, Carson Nézőszám: 27 000 Játékvezető: Archundia (mexikói) |

| 2009. július 7. 19:00 (EDT) | Jamaica    | 0 – 1                 | Costa Rica | Columbus Crew Stadion, Columbus Nézőszám: 7 059 Játékvezető: Marrufo (USA) |
| 2009. július 7. 19:00 (EDT) | Austin 35′ | (0 – 0) (Jegyzőkönyv) | Borges 64' | Columbus Crew Stadion, Columbus Nézőszám: 7 059 Játékvezető: Marrufo (USA) |

| 2009. július 7. 21:00 (EDT) | Salvador | 0 – 1                 | Kanada    | Columbus Crew Stadion, Columbus Nézőszám: 7 059 Játékvezető: García (mexikói) |
| 2009. július 7. 21:00 (EDT) |          | (0 – 1) (Jegyzőkönyv) | Gerba 32' | Columbus Crew Stadion, Columbus Nézőszám: 7 059 Játékvezető: García (mexikói) |

| 2009. július 10. 19:00 (EDT) | Costa Rica             | 2 – 2                 | Kanada                  | FIU Stadion, Miami Nézőszám: 17 269 Játékvezető: Vaughn (USA) |
| 2009. július 10. 19:00 (EDT) | Herrón 23' Centeno 35' | (2 – 2) (Jegyzőkönyv) | Bernier 25' De Jong 28' | FIU Stadion, Miami Nézőszám: 17 269 Játékvezető: Vaughn (USA) |

| 2009. július 10. 21:00 (EDT) | Salvador | 0 – 1                 | Jamaica      | FIU Stadion, Miami Nézőszám: 17 269 Játékvezető: Hospedales (Trinidad és Tobagó-i) |
| 2009. július 10. 21:00 (EDT) |          | (0 – 0) (Jegyzőkönyv) | Cummings 70' | FIU Stadion, Miami Nézőszám: 17 269 Játékvezető: Hospedales (Trinidad és Tobagó-i) |

#### B csoport
| Csapat           | M | Gy | D | V | Rg | Kg | Gk  | P |
| ---------------- | - | -- | - | - | -- | -- | --- | - |
| Egyesült Államok | 3 | 2  | 1 | 0 | 8  | 2  | +6  | 7 |
| Honduras         | 3 | 2  | 0 | 1 | 5  | 2  | +3  | 6 |
| Haiti            | 3 | 1  | 1 | 1 | 4  | 3  | +1  | 4 |
| Grenada          | 3 | 0  | 0 | 3 | 0  | 10 | –10 | 0 |

| 2009. július 4. 16:00 (PDT) | Honduras   | 1 – 0                 | Haiti | Qwest Field, Seattle Nézőszám: 15 387 Játékvezető: Marco Rodríguez (mexikói) |
| 2009. július 4. 16:00 (PDT) | Costly 76' | (0 – 0) (Jegyzőkönyv) |       | Qwest Field, Seattle Nézőszám: 15 387 Játékvezető: Marco Rodríguez (mexikói) |

| 2009. július 4. 18:00 (PDT) | Grenada | 0 – 4                 | Egyesült Államok                        | Qwest Field, Seattle Nézőszám: 15 387 Játékvezető: Lopez (guatemalai) |
| 2009. július 4. 18:00 (PDT) |         | (0 – 2) (Jegyzőkönyv) | Adu 7' Holden 31' Rogers 60' Davies 68' | Qwest Field, Seattle Nézőszám: 15 387 Játékvezető: Lopez (guatemalai) |

| 2009. július 8. 19:00 (EDT) | Haiti                 | 2 – 0                 | Grenada | Robert F. Kennedy Memorial Stadion, Washington Nézőszám: 26 079 Játékvezető: Moreno (panamai) |
| 2009. július 8. 19:00 (EDT) | Noel 14' Marcelin 79' | (1 – 0) (Jegyzőkönyv) |         | Robert F. Kennedy Memorial Stadion, Washington Nézőszám: 26 079 Játékvezető: Moreno (panamai) |

| 2009. július 8. 21:00 (EDT) | Egyesült Államok       | 2 – 0                 | Honduras | Robert F. Kennedy Memorial Stadion, Washington Nézőszám: 26 079 Játékvezető: Campbell (jamaicai) |
| 2009. július 8. 21:00 (EDT) | Quaranta 75' Ching 79' | (0 – 0) (Jegyzőkönyv) |          | Robert F. Kennedy Memorial Stadion, Washington Nézőszám: 26 079 Játékvezető: Campbell (jamaicai) |

| 2009. július 11. 19:00 (EDT) | Egyesült Államok     | 2 – 2                 | Haiti               | Gillette Stadion, Foxborough Nézőszám: 24 137 Játékvezető: Quesada (Costa Rica-i) |
| 2009. július 11. 19:00 (EDT) | Arnaud 6' Holden 90' | (1 – 0) (Jegyzőkönyv) | Sirin 46' Chery 49' | Gillette Stadion, Foxborough Nézőszám: 24 137 Játékvezető: Quesada (Costa Rica-i) |

| 2009. július 11. 21:00 (EDT) | Honduras                                           | 4 – 0                 | Grenada | Gillette Stadion, Foxborough Nézőszám: 24 137 Játékvezető: Marco Rodríguez (mexikói) |
| 2009. július 11. 21:00 (EDT) | Martínez 2' Espinoza 25' Valladares 56' Costly 67' | (2 – 0) (Jegyzőkönyv) |         | Gillette Stadion, Foxborough Nézőszám: 24 137 Játékvezető: Marco Rodríguez (mexikói) |

#### C csoport
| Csapat     | M | Gy | D | V | Rg | Kg | Gk | P |
| ---------- | - | -- | - | - | -- | -- | -- | - |
| Mexikó     | 3 | 2  | 1 | 0 | 5  | 1  | +4 | 7 |
| Guadeloupe | 3 | 2  | 0 | 1 | 4  | 3  | +1 | 6 |
| Panama     | 3 | 1  | 1 | 1 | 6  | 3  | +3 | 4 |
| Nicaragua  | 3 | 0  | 0 | 3 | 0  | 8  | –8 | 0 |

| 2009. július 5. 14:00 (PDT) | Panama       | 1 – 2                 | Guadeloupe              | Oakland-Alameda County Coliseum, Oakland Nézőszám: 32 500 Játékvezető: Brizan (Trinidad és Tobagó-i) |
| 2009. július 5. 14:00 (PDT) | Barahona 68' | (0 – 2) (Jegyzőkönyv) | Loval 33' Fleurival 43' | Oakland-Alameda County Coliseum, Oakland Nézőszám: 32 500 Játékvezető: Brizan (Trinidad és Tobagó-i) |

| 2009. július 5. 16:00 (PDT) | Nicaragua | 0 – 2                 | Mexikó                             | Oakland-Alameda County Coliseum, Oakland Nézőszám: 32 500 Játékvezető: Ward (kanadai) |
| 2009. július 5. 16:00 (PDT) |           | (0 – 1) (Jegyzőkönyv) | Noriega 45' (11-esből) Barrera 86' | Oakland-Alameda County Coliseum, Oakland Nézőszám: 32 500 Játékvezető: Ward (kanadai) |

| 2009. július 9. 19:00 (CDT) | Guadeloupe                              | 2 – 0                 | Nicaragua | Reliant Stadion, Houston Nézőszám: 47 713 Játékvezető: Moncada (hondurasi) |
| 2009. július 9. 19:00 (CDT) | Auvray 57' Gotin 59' Tacalfred 17′, 66′ | (0 – 0) (Jegyzőkönyv) |           | Reliant Stadion, Houston Nézőszám: 47 713 Játékvezető: Moncada (hondurasi) |

| 2009. július 9. 21:00 (CDT) | Mexikó                          | 1 – 1                 | Panama                         | Reliant Stadion, Houston Nézőszám: 47 713 Játékvezető: Aguilar (el-salvadori) |
| 2009. július 9. 21:00 (CDT) | Sabah Rodríguez 10' Noriega 45′ | (1 – 1) (Jegyzőkönyv) | Pérez 29' Gun 45′ Phillips 80′ | Reliant Stadion, Houston Nézőszám: 47 713 Játékvezető: Aguilar (el-salvadori) |

| 2009. július 12. 14:00 (PDT) | Panama                             | 4 – 0                 | Nicaragua | University of Phoenix Stadion, Glendale (Arizona) Nézőszám: 23 876 Játékvezető: Pineda (hondurasi) |
| 2009. július 12. 14:00 (PDT) | Pérez 35' Gómez 56' Tejada 76' 88' | (1 – 0) (Jegyzőkönyv) | López 45′ | University of Phoenix Stadion, Glendale (Arizona) Nézőszám: 23 876 Játékvezető: Pineda (hondurasi) |

| 2009. július 12. 16:00 (PDT) | Mexikó                          | 2 – 0                 | Guadeloupe                | University of Phoenix Stadion, Glendale (Arizona) Nézőszám: 23 876 Játékvezető: Brizan (Trinidad és Tobagó-i) |
| 2009. július 12. 16:00 (PDT) | Torrado 42' Sabah Rodríguez 85' | (1 – 0) (Jegyzőkönyv) | Vertot 35′, 72′ Gotin 83′ | University of Phoenix Stadion, Glendale (Arizona) Nézőszám: 23 876 Játékvezető: Brizan (Trinidad és Tobagó-i) |

#### Harmadik helyezett csapatok sorrendje
| Csoport | Csapat  | M | Gy | D | V | Rg | Kg | Gk | P |
| ------- | ------- | - | -- | - | - | -- | -- | -- | - |
| C       | Panama  | 3 | 1  | 1 | 1 | 6  | 3  | +3 | 4 |
| B       | Haiti   | 3 | 1  | 1 | 1 | 4  | 3  | +1 | 4 |
| A       | Jamaica | 3 | 1  | 0 | 2 | 1  | 2  | –1 | 3 |

### Egyenes kieséses szakasz
|  |                           |                  |                      |                      |       |                  |                              |           |  |  |       |       |       |
|  | Negyeddöntők              | Negyeddöntők     | Negyeddöntők         |                      |       | Elődöntők        | Elődöntők                    | Elődöntők |  |  | Döntő | Döntő | Döntő |
|  | Negyeddöntők              | Negyeddöntők     | Negyeddöntők         |                      |       | Elődöntők        | Elődöntők                    | Elődöntők |  |  | Döntő | Döntő | Döntő |
|  | július 18. – Philadelphia |                  |                      |                      |       |                  |                              |           |  |  |       |       |       |
|  |                           |                  |                      |                      |       |                  |                              |           |  |  |       |       |       |
|  | Kanada                    | Kanada           | 0                    |                      |       |                  |                              |           |  |  |       |       |       |
|  | Kanada                    | Kanada           | 0                    | július 23. – Chicago |       |                  |                              |           |  |  |       |       |       |
|  | Honduras                  | Honduras         | 1                    |                      |       |                  |                              |           |  |  |       |       |       |
|  | Honduras                  | Honduras         | 1                    |                      |       | Honduras         | Honduras                     | 0         |  |  |       |       |       |
|  | július 18. – Philadelphia |                  |                      |                      |       | Honduras         | Honduras                     | 0         |  |  |       |       |       |
|  |                           |                  | Egyesült Államok     | Egyesült Államok     | 2     |                  |                              |           |  |  |       |       |       |
|  | Egyesült Államok          | Egyesült Államok | Egyesült Államok     | Egyesült Államok     | 2     | 2                |                              |           |  |  |       |       |       |
|  | Egyesült Államok          | Egyesült Államok |                      |                      |       | 2                | július 26. – East Rutherford |           |  |  |       |       |       |
|  | Panama                    | Panama           | 1                    |                      |       |                  |                              |           |  |  |       |       |       |
|  | Panama                    | Panama           | 1                    |                      |       | Egyesült Államok | Egyesült Államok             | 0         |  |  |       |       |       |
|  | július 19. – Dallas       |                  |                      |                      |       | Egyesült Államok | Egyesült Államok             | 0         |  |  |       |       |       |
|  |                           |                  | Mexikó               | Mexikó               | 5     |                  |                              |           |  |  |       |       |       |
|  | Guadeloupe                | Guadeloupe       | Mexikó               | Mexikó               | 5     | 1                |                              |           |  |  |       |       |       |
|  | Guadeloupe                | Guadeloupe       | július 23. – Chicago |                      |       | 1                |                              |           |  |  |       |       |       |
|  | Costa Rica                | Costa Rica       | 5                    |                      |       |                  |                              |           |  |  |       |       |       |
|  | Costa Rica                | Costa Rica       | 5                    |                      |       | Costa Rica       | Costa Rica                   | 1 (3)     |  |  |       |       |       |
|  | július 19. – Dallas       |                  |                      |                      |       | Costa Rica       | Costa Rica                   | 1 (3)     |  |  |       |       |       |
|  |                           |                  | Mexikó               | Mexikó               | 1 (5) |                  |                              |           |  |  |       |       |       |
|  | Mexikó                    | Mexikó           | Mexikó               | Mexikó               | 1 (5) | 4                |                              |           |  |  |       |       |       |
|  | Mexikó                    | Mexikó           |                      |                      |       |                  |                              |           |  |  |       |       |       |
|  | Haiti                     | Haiti            | 0                    |                      |       |                  |                              |           |  |  |       |       |       |
|  | Haiti                     | Haiti            | 0                    |                      |       |                  |                              |           |  |  |       |       |       |
|  |                           |                  |                      |                      |       |                  |                              |           |  |  |       |       |       |

#### Negyeddöntők
| 2009. július 18. 17:00 (EDT) | Kanada | 0 – 1                 | Honduras                | Lincoln Financial Field, Philadelphia Nézőszám: 32 000 Játékvezető: Aguilar (el-salvadori) |
| 2009. július 18. 17:00 (EDT) |        | (0 – 1) (Jegyzőkönyv) | Martínez 35' (11-esből) | Lincoln Financial Field, Philadelphia Nézőszám: 32 000 Játékvezető: Aguilar (el-salvadori) |

| 2009. július 18. 20:00 (EDT) | Egyesült Államok                     | 2 – 1 (h.u.)                        | Panama                                | Lincoln Financial Field, Philadelphia Nézőszám: 32 000 Játékvezető: Archundia (mexikói) |
| 2009. július 18. 20:00 (EDT) | Beckerman 49' Cooper 106' (11-esből) | (0 – 1, 1 – 1, 1 – 1) (Jegyzőkönyv) | Pérez 45' Baloy 63′, 120′ Tejada 120′ | Lincoln Financial Field, Philadelphia Nézőszám: 32 000 Játékvezető: Archundia (mexikói) |

| 2009. július 19. 15:00 (CDT) | Guadeloupe   | 1 – 5                 | Costa Rica                                       | Cowboys Stadion, Dallas Nézőszám: 82 252 Játékvezető: Pineda (hondurasi) |
| 2009. július 19. 15:00 (CDT) | Alphonse 64' | (0 – 2) (Jegyzőkönyv) | Borges 3' Saborío 16' 71' Herrón 47' Herrera 89' | Cowboys Stadion, Dallas Nézőszám: 82 252 Játékvezető: Pineda (hondurasi) |

| 2009. július 19. 18:00 (CDT) | Mexikó                                             | 4 – 0                 | Haiti | Cowboys Stadion, Dallas Nézőszám: 82 252 Játékvezető: Campbell (jamaicai) |
| 2009. július 19. 18:00 (CDT) | Sabah Rodríguez 23' 63' dos Santos 42' Barrera 83' | (2 – 0) (Jegyzőkönyv) |       | Cowboys Stadion, Dallas Nézőszám: 82 252 Játékvezető: Campbell (jamaicai) |

#### Elődöntők
| 2009. július 23. 18:00 (CDT) | Honduras | 0 – 2                 | Egyesült Államok       | Soldier Field, Chicago Nézőszám: 55 173 Játékvezető: Campbell (jamaicai) |
| 2009. július 23. 18:00 (CDT) |          | (0 – 1) (Jegyzőkönyv) | Goodson 45' Cooper 90' | Soldier Field, Chicago Nézőszám: 55 173 Játékvezető: Campbell (jamaicai) |

| 2009. július 23. 21:00 (CDT) | Costa Rica                    | 1 – 1 (h.u.)                        | Mexikó                                | Soldier Field, Chicago Nézőszám: 55 173 Játékvezető: Moreno (panamai) |
| 2009. július 23. 21:00 (CDT) | Ledezma 90'                   | (0 – 0, 1 – 1, 1 – 1) (Jegyzőkönyv) | Franco 88'                            | Soldier Field, Chicago Nézőszám: 55 173 Játékvezető: Moreno (panamai) |
| 2009. július 23. 21:00 (CDT) | Büntetőpárbaj:                |                                     |                                       | Soldier Field, Chicago Nézőszám: 55 173 Játékvezető: Moreno (panamai) |
| 2009. július 23. 21:00 (CDT) | Saborío Borges Ledezma Oviedo | 3 – 5                               | Franco dos Santos Torrado Juárez Vela | Soldier Field, Chicago Nézőszám: 55 173 Játékvezető: Moreno (panamai) |

#### Döntő
| 2009. július 26. 15:00 (EDT) | Egyesült Államok | 0 – 5                 | Mexikó                                                               | Giants Stadion, East Rutherford Nézőszám: 79 156 Játékvezető: Campbell (jamaicai) |
| 2009. július 26. 15:00 (EDT) | Heeps 24′, 88′   | (0 – 0) (Jegyzőkönyv) | Torrado 56' (11-esből) dos Santos 62' Vela 67' Castro 79' Franco 90' | Giants Stadion, East Rutherford Nézőszám: 79 156 Játékvezető: Campbell (jamaicai) |

| 2009-es CONCACAF-aranykupa bajnoka: |
| ----------------------------------- |
| MEXIKÓ 8. cím                       |

### Gólszerzők
| 4 gólos - Miguel Sabah Rodríguez 3 gólos - Blas Pérez 2 gólos - Celso Borges - Andy Herrón - Álvaro Saborío - Carlos Costly - Walter Martínez - Ali Gerba - Pablo Barrera - Guillermo Franco - Giovani dos Santos - Gerardo Torrado - Luis Tejada - Osael Romero - Kenny Cooper - Stuart Holden | 1 gólos - Wálter Centeno - Pablo Herrera - Warren Granados - Froylán Ledezma - Alexandre Alphonse - Stèphane Auvray - David Fleurival - Ludovic Gotin - Loïc Loval - Mones Chery - James Marcelin - Fabrice Noel - Vaniel Sirin - Roger Espinoza - Melvin Valladares - Omar Cummings | 1 gólos (folytatás) - Patrice Bernier - Marcel De Jong - José Antonio Castro - Luis Miguel Noriega - Carlos Vela - Nelson Barahona - Gabriel Enrique Gómez - Freddy Adu - Davy Arnaud - Kyle Beckerman - Brian Ching - Charlie Davies - Clarence Goodson - Santino Quaranta - Robbie Rogers |  |

### Díjak
- Gólkirály:[9]

 Miguel Sabah Rodríguez (4 góllal)
- Legértékesebb játékos:[10]

 Giovani dos Santos
- Legjobb kapus:[11]

 Keilor Navas
- Legsportszerűbb csapat:[12]

 Egyesült Államok

### A torna csapata
A torna csapatát a CONCACAF Technikai Bizottsága választotta meg a negyeddöntőbe jutott csapatok játékosai közül.
| A torna csapata              | A torna csapata                                                                       | A torna csapata                                                                                | A torna csapata                                                    |
| Kapusok                      | Hátvédek                                                                              | Középpályások                                                                                  | Támadók                                                            |
| ---------------------------- | ------------------------------------------------------------------------------------- | ---------------------------------------------------------------------------------------------- | ------------------------------------------------------------------ |
| Keilor Navas Guillermo Ochoa | Mike Klukowski Jose Fernandez Fausto Pinto Luis Moreno Clarence Goodson Chad Marshall | Julián de Guzmán Celso Borges Stephane Auvray Gerardo Torrado Giovani dos Santos Stuart Holden | Alvaro Saborio Walter Martinez Miguel Sabah Rodríguez Kenny Cooper |

## Végeredmény
Az első két helyezett utáni sorrend nem tekinthető hivatalosnak, mivel ezekért a helyekért nem játszottak mérkőzéseket. E helyezések meghatározásához az alábbiak lettek figyelembe véve:
1. több pont
2. jobb csoportbeli helyezés
3. jobb gólkülönbség

A hazai csapat eltérő háttérszínnel kiemelve.
| Helyezés | Csapat           | M | Gy | D | V | Rg | Kg | Gk  | %     | P  |
| -------- | ---------------- | - | -- | - | - | -- | -- | --- | ----- | -- |
| Arany    | Mexikó           | 6 | 4  | 2 | 0 | 15 | 2  | +13 | 83,3% | 14 |
| Ezüst    | Egyesült Államok | 6 | 4  | 1 | 1 | 12 | 8  | +4  | 75,0% | 13 |
| Bronz    | Honduras         | 5 | 3  | 0 | 2 | 6  | 4  | +2  | 60,0% | 9  |
| Bronz    | Costa Rica       | 5 | 2  | 2 | 1 | 10 | 6  | +4  | 60,0% | 8  |
|          |                  |   |    |   |   |    |    |     |       |    |
| 5.       | Kanada           | 4 | 2  | 1 | 1 | 4  | 3  | +1  | 62,5% | 7  |
| 6.       | Guadeloupe       | 4 | 2  | 0 | 2 | 5  | 8  | –3  | 50,0% | 6  |
| 7.       | Panama           | 4 | 1  | 1 | 2 | 7  | 5  | +2  | 37,5% | 4  |
| 8.       | Haiti            | 4 | 1  | 1 | 2 | 4  | 7  | –3  | 37,5% | 4  |
|          |                  |   |    |   |   |    |    |     |       |    |
| 9.       | Jamaica          | 3 | 1  | 0 | 2 | 1  | 2  | –1  | 33,3% | 3  |
| 10.      | Salvador         | 3 | 1  | 0 | 2 | 2  | 3  | –1  | 33,3% | 3  |
| 11.      | Nicaragua        | 3 | 0  | 0 | 3 | 0  | 8  | –8  | 0,0%  | 0  |
| 12.      | Grenada          | 3 | 0  | 0 | 3 | 0  | 10 | –10 | 0,0%  | 0  |